# Tempestade tropical Arlene (2005)
A tempestade tropical Arlene foi uma tempestade tropica anormalmente grande e de formação antecipada durante a temporada de furacões no Atlântico de 2005. Arlene foi o primeiro sistema tropical da temporada de 2005.
A tempestade formou-se perto das Honduras em 8 de Junho e seguiu para o norte, cruzando o oeste de Cuba em 10 de Junho e se fortalecendo para alcançar uma intensidade logo abaixo da classificação de furacão antes de faze seu landfall final no panhandle da Flórida no dia seguinte. A tempestade enfraqueceu-se assim que continuava a seguir para o norte, através dos Estados Unidos, se tornando extratropical em 13 de Junho. Arlene foi responsável por apenas uma única morte e danos mínimos.

## História meteorológica

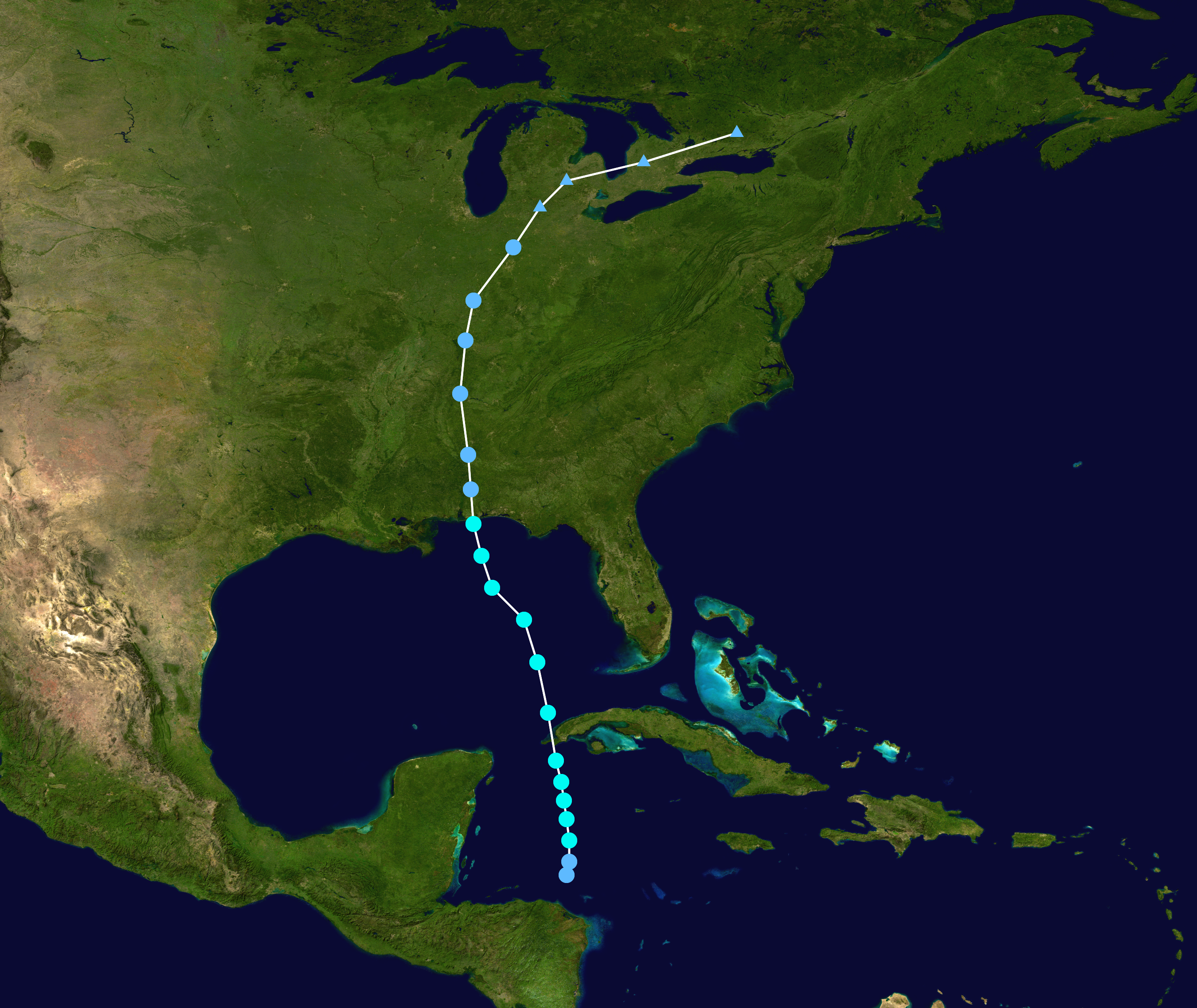
O caminho de Arlene

No começo da temporada — quase dois meses antes da formação da primeira tempestade em 2004 — uma área de baixa pressão se formou e persistiu ao norte das Honduras. Apesar do significativo cisalhamento do vento, a baixa conseguiu se tornar a depressão tropical Um em 8 de Junho logo ao norte da costa das Honduras. A depressão começou a seguir para o norte em direção ao oeste de Cuba naquele dia, mas como o sistema era muito grande e pouco organizado sob a influência do forte cisalhamento do vento, os meteorologistas oficiais do Centro Nacional de Furacões (NHC) enfatizaram que a rota da tempestade era incerta. Apesar desta incerteza, os meteorologistas oficiais foram altamente precisos em prever a trajetória da tempestade.
Assim que o cisalhamento do vento diminuiu, a depressão se fortaleceu mais e se tornou a tempestade tropical Arlene em 9 de Junho. O sistema produziu precipitação sobre uma área muito grande; as ilhas Cayman registraram ventos equivalentes a uma tempestade tropical e chuvas fortes, mesmo estando a mais de 240 km a leste do centro do sistema. Arlene cruzou o extremo oeste de Cuba na manhã de 10 de Junho apresentando ventos de até 85 km/h. Arlene tinha uma estrutura anormal através de todo o seu ciclo de vida, com uma grande circulação ciclônica contendo numerosos centros menores girando numa circulação ciclônica maior, nunca tendo um núcleo de convecção interna bem definida.

Arlene perto de seu pico de intensidade

A tempestade tropical Arlene então adentrou o golfo do México e se fortaleceu mais, atingindo seu pico de intensidade com ventos de até 110 km/h.A previsão oficial naquele momento chamava a atenção para uma intensificação adicional, para a intensidade de um furacão mínimo. Isto nunca ocorreu, no entanto, e, ao contrário, Arlene se enfraqueceu devido à entrada de ar mais seco na circulação ciclônica. A tempestade fez landfall logo a oeste de Pensacola, Flórida, na tarde de 11 de Junho, com ventos de até 95 km/h. Como as áreas de precipitação e de ventos da tempestade estavam localizadas ao norte e ao leste do centro da sua circulação ciclônica, a maior parte dos efeitos da tempestade foi sentida em terra muito antes de Arlene fazer seu landfall final.
Arlene foi a mais intensa tempestade tropical num mês de Junho no momento de atingir a costa desde que o furacão Allison atingiu a mesma localidade como uma forte tempestade tropical durante a temporada de 2005. Arlene enfraquece-se para uma depressão tropical mais tarde naquele dia, mas conseguiu permanecer como um sistema tropical assim que seguia para o norte sobre os Estados Unidos. O sistema finalmente se tornou extratropical em 13 de Junho logo a nordeste de Flint, Michigan, e foi absorvido por um sistema maior no dia seguinte.

## Preparativos
Avisos de tempestade tropical foram emitidos para o oeste de Cuba, para as ilhas Cayman e para Dry Tortugas, Florida Keys antes do primeiro landfall em Cuba em 10 de Junho. Enquanto Arlene estava sobre Cuba, um alerta de tempestade tropical foi emitido para a costa do golfo entre Morgan City, Luisiana, e a passagem de Indian, Flórida. Um aviso de tempestade tropical foi emitido para uma área pouco maior (ligeiramente mais ao leste) do que a coberta pelo alerta de tempestade tropical anterior, e um alerta de furacão foi emitido para a seção central desta região. O alerta de furacão foi substituído por um aviso de furacão para a costa entre Pearl River, Luisiana, e a passagem de Indian devido ao receio do fortalecimento da tempestade para um furacão. Os avisos foram reduzidos e foram então cancelados oito horas após o segundo landfall da tempestade.
O governador da Flórida, Jeb Bush, declarou estado de emergência dois dias antes da tempestade fazer seu segundo landfall. Equipes de cobertura foram montados para atuarem na área. Uma ordem de evacuação foi declarada para todas as áreas ao sul da Gulf Coast Highway, incluindo Pensacola Beach, Perdido Key e Inerarity Point. As autoridades do condado de Walton declararam uma ordem de evacuação voluntária para as áreas de fundo de vale e para aqueles residentes em casas móveis. O condado de Walton também abriu um abrigo em Freeport, e quatro abrigos, além de um abrigo para pessoas com necessidades especiais, foram abertos no condado de Escambia.
Dois dias antes do landfall final de Arlene, 36 plataformas petrolíferas e 16 postos de perfuração foram evacuados. A perda de produção cumulativa causado pela evacuação devido à tempestade totalizou 0,109% da produção anual, aproximadamente 575 milhões de barris. Os postos de perfuração parados também contribuíram para a 3,87% da produção diária em 13 de Junho.

## Impactos
A única morte atribuída a Arlene foi quando uma mulher foi levada pelas correntes de retorno em Miami Beach, Flórida, longe do centro da circulação ciclônica.

### Flórida

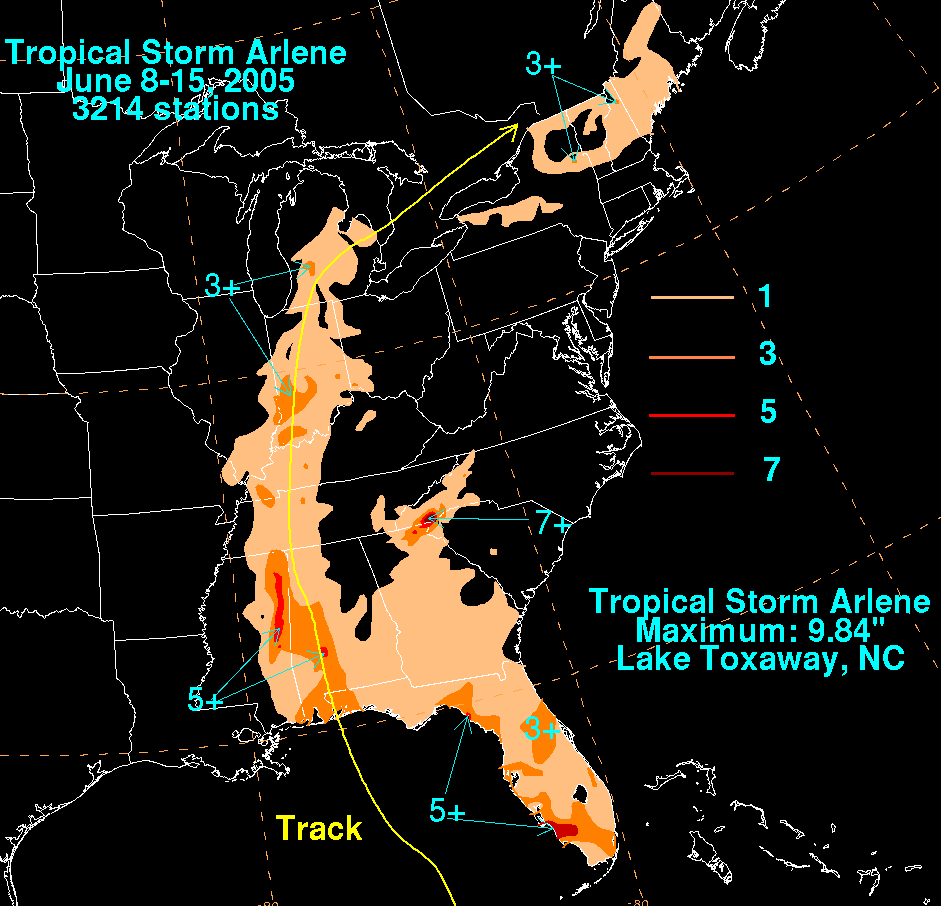
Total de precipitação causado por Arlene

Em Florida Keys, Arlene produziu rajadas de vento de mais de 95 km/h, causando danos a quatro residências em Lower Matecumbe Key. A tempestade causou uma maré de tempestade de 0,38 m acima do normal. As ondas, reforçadas pela maré ciclônica, causaram enchentes em rodovias em Key West. Os danos em Florida Keys totalizaram 90.000 dólares (valores em 2005).
No panhandle da Flórida, a tempestade causou chuvas fortes, chegando ao pico de 216 mm na baía de Plantation, no condado de Flagler. Após fazer seu último landfall, Arlene causou uma maré ciclônica de mais de 1,5 m no condado de Walton. Ressacas moderadas também aconteceram. A maré ciclônica e as fortes ondas causaram sérios danos em rodovias ao longo do panhandle da Flórida. Fortes ventos causaram interrupções do fornecimento de energia para 500 pessoas nos condados de Walton, Washington e Bay. A tempestade gerou um tornado fraco em Navarre, causando pequenos danos em sua trajetória de 200 m. Os danos no Panhandle da Flórida totalizaram 3,5 milhões de dólares (valores em 2005), sendo que 2,5 milhões de dólares foram relatados somente em Fort Pickens.

### Alabama
Após fazer landfall, a tempestade produziu marés ciclônicas de mais de 1,2 m em altura. Ressacas menores ocorreram. Arlene produziu chuvas moderadas a fortes por toda a Alabama, com os totais mais altos excedendo 20 mm a oeste da Interstate 65. Cerca de 152 mm de chuva caíram num período de três horas na região de Mobile. Várias rodovias foram temporariamente intransitáveis devido às enchentes e um trecho de uma rodovia foi destruído pela enxurrada. A velocidade do vento foi de cerca de 30 a 50 km/h, enquanto que as rajadas foram de até 95 km/h. Os ventos derrubaram várias árvores e postes, deixando milhares de pessoas sem o fornecimento de eletricidade por várias horas. Com a tempestade seguindo uma trajetória semelhante ao furacão Ivan apenas nove meses antes, muitas árvores danificadas pelo furacão foram derrubadas completamente por Arlene. Além disso, várias residências sofreram pequenos danos devido ao vento. As bandas externas de tempestade também causaram  numerosos funis de nuvens, embora nenhum tornado fosse registrado. Em geral, os danos foram pequenos, totalizando 1,7 milhões de dólares (valores em 2005).

### Outros lugares
Chuvas fortes no condado de Towns, Geórgia, forçaram várias pessoas a deixar suas residências devido à elevação das águas das enchentes. Numerosos rios e córregos na porção norte do estado transbordaram.
Arlene causou fracas chuvas sobre o sudeste do Mississippi, variando entre 25 e 50 mm. Os efeitos em geral foram mínimos.
Em Indiana, o sistema remanescente de Arlene causou chuvas fortes, alcançando 112,8 mm em Evansville. Em Indianápolis, o aeroporto internacional registrou 75 mm de chuva. As chuvas da tempestade totalizaram 85% das chuvas esperadas para um mês de Junho. No estado, Arlene também gerou dois tornados. Um tornado F1 se formou a sudoeste de Hayden em 12 de Junho. O tornado danificou várias construções e árvores na sua trajetória de 8,5 km; os danos totais causados pelo tornado totalizaram 100.000 dólares (valores em 2005). As bandas externas da tempestade também geraram um tornado F0 logo ao sul de Indianápolis, causando apenas a quebra de algumas árvores.
O sistema remanescente de Arlene combinado com um sistema não-tropical causaram chuvas fortes pelo estado de Nova Iorque, sendo que em algumas localidades relataram 150 a 175 mm de chuva num período de apenas duas horas. As chuvas transbordaram córregos e rios; algumas autoridades locais disseram que a enchente na região foi a maior da história. As enxurradas causaram pelo menos um deslizamento de lama e danificou várias rodovias. As enchentes forçaram no mínimo 20 pessoas a sair de suas casas; numerosas residências foram danificadas. Fortes ventos também derrubaram árvores e postes, causando interrupções isoladas do fornecimento de eletricidade. Os danos na região totalizaram 6,5 milhões de dólares (valores em 2005).

### Tornados
| Lista de tornados confirmados - 11 de Junho de 2005 | Lista de tornados confirmados - 11 de Junho de 2005 | Lista de tornados confirmados - 11 de Junho de 2005 | Lista de tornados confirmados - 11 de Junho de 2005 | Lista de tornados confirmados - 11 de Junho de 2005 | Lista de tornados confirmados - 11 de Junho de 2005 | Lista de tornados confirmados - 11 de Junho de 2005 |
| --------------------------------------------------- | --------------------------------------------------- | --------------------------------------------------- | --------------------------------------------------- | --------------------------------------------------- | --------------------------------------------------- | --- |
| F#                                                  | Localização                                         | Condado                                             | Coord.                                              | Hora (UTC)                                          | Compr. da trajetória                                | Danos |
| Flórida                                             |                                                     |                                                     |                                                     |                                                     |                                                     | |
| F0                                                  | Região de Navarre                                   | Santa Rosa                                          | 30° 24′ N, 86° 52′ O                                | 19:10                                               | 200 m                                               | Breve toque ao chão, causando apenas danos mínimos. 3.000 dólares (valores em 2005) em prejuízos.                                                            |
| Lista de tornados confirmados - 12 de Junho de 2005 |                                                     |                                                     |                                                     |                                                     |                                                     | |
| Indiana                                             |                                                     |                                                     |                                                     |                                                     |                                                     | |
| F1                                                  | SO de North Vernon                                  | Jennings                                            | 38° 55′ N, 85° 44′ O                                | 22:35                                               | 8,5 km                                              | Várias construções foram danificadas e vários silos foram derrubados Numerosas árvores também caíram. Danos totalizados em 100.000 dólares (valores em 2005) |
| F0                                                  | S de Indianápolis                                   | Marion                                              | 39° 43′ N, 86° 09′ O                                | 00:45                                               | 500 m                                               | Breve toque ao chão, sem danos registrados |
| Fontes: NCDC Tornado History Project 6/11-12/05     |                                                     |                                                     |                                                     |                                                     |                                                     | |

## Nomenclatura
Quando a tempestade tropical Arlene se formou em 8 de Junho, foi a nona vez que o nome foi usado para nomear uma tempestade do oceano Atlântico. Isto significa que Arlene manteve sua posição como o nome mais usado para dar nomes a sistemas tropicais no Atlântico. Devido à falta de grandes efeitos, o nome não foi retirado pela Organização Meteorológica Mundial (OMM) e estará novamente na lista de nomes de ciclones tropicais para o Atlântico para a temporada de 2011.[carece de fontes?]